# Louis Marchal (ingénieur)
Pour les articles homonymes, voir Louis Marchal et Marchal.
Louis Charles Ernest Marchal, né le 13 février 1815 à Paris et mort le 12 mars 1883 à Laval, est un ingénieur des ponts et chaussées français.

## Biographie

### Origine
Fils de Charles Marchal (1777-1856) et d'Adélaide de Treignac (1789-1860), il épouse Augustine Boutry-La Fresnay le 19 décembre 1842 à Avranches.

### Carrière politique
Ingénieur des ponts et chaussées, après être passé par Avranches, Péronne, Rouen et Paris, il est envoyé à Rodez comme ingénieur en chef et arrive en cette qualité en 1864 à Laval où il prend sa retraite et qu'il continue d'habiter et qu'il administre même comme maire du 19 février 1878 jusqu'au 10 août 1879. 
L'élection du 10 août 1879 est motivée par la démission des 14 conseillers municipaux qui n’approuvent pas l’administration de Louis Marchal. Le soir du 10 août 1879, Louis Marchal démissionne et avec lui, M. Vannier, adjoint. Les conseillers municipaux Sinoir, Moreul, Doisneau et Biasse les suivirent.
Louis Marchal meurt subitement à Laval le 13 mars 1883 et est inhumé à Paris dans la tombe Marchal du cimetière du Père-Lachaise. Il fut chevalier de la Légion d'honneur en 1864.
En dehors de ses fonctions professionnelles et administratives il s'intéresse à des questions scientifiques et sociales et ces études lui valent en 1848 une médaille d'or.

## Publications
Il écrit :
- Notice sur les frais de construction et d'entretien des chemins vicinaux de grande communication (Paris, 1867, in-8°) ;
- Nouvelle notice sur le même sujet (Paris, 1868, in-8°)...

Il consacre dans le Bulletin de l'Industrie de la Mayenne (tome III, p. 65) un article à Malthus et son traité sur le principe de la population (t. IV, p, 18). 
Il donne plus tard :
- des Observations sur le discours de M. le président du comice agricole ... de Laval, Argentré et Chailland (Laval, Bonnieux, 1879, in-12) ;
- un Mémoire sur la corrosion de côtes de la Manche entre le cap de Barfleur et la limite de la Belgique (Laval, 1881, 20 p. in-8° et 4 pl.)

Il est membre de la Commission historique de la Mayenne depuis l'origine...

## Source
- « Louis Marchal (ingénieur) », dans Alphonse-Victor Angot et Ferdinand Gaugain, Dictionnaire historique, topographique et biographique de la Mayenne, Laval, A. Goupil, 1900-1910 [détail des éditions] (BNF 34106789, présentation en ligne)